# Sintetski seizmogram
Sintetski seizmogrami koriste se u povezivanju bušotinskih i seizmičkih podataka, odnosno pripisivanje neke ili više slojnih granica nekom određenom refleksu na prikazima seizmičkih podataka. 
Usporedba terenskih seizmičkih snimaka i sintetskih seizmograma s primarnim i multiplim refleksima omogućuje identifikaciju obiju vrsta nailazaka već tijekom terenskih snimanja. Ulazni podatci upotrijebljeni u njihovoj izradi mogu se mijenjati radi analize utjecaja geološke građe (promjene debljine slojeva, njihova isklinjenja, promjena litološkog sastava) na seizmičke snimke. Analiza spomenutih utjecaja omogućuje i uvid u to kakve valne oblike treba očekivati tijekom rutinskih terenskih snimanja. 
Ulazni podatci za konstrukciju sintetskog seizmograma su karotažni dijagrami brzine i gustoće, a izlaz seizmički trag koji bi bio snimljen kod nultog razmaka izvor-prijamnik. Njegova se konstrukcija sastoji u izračunavanju akustičkih impedancija nabušenih slojeva množenjem podataka o brzini širenja seizmičkih valova u njima i njihovim gustoćama, zatim izračunavanju koeficijenata reflektiranja od slojnih granica iz izračunatih akustičkih impedancija, te u njihovoj konvoluciji s pretpostavljenim oblikom seizmičkog vala. 
Sintetski seizmogrami mogu se izrađivati samo za primarne ili za primarne i multiple reflekse, dok se u njihovoj izradi vrlo rijetko uzimaju u obzir i neki drugi nailasci seizmičke energije. Uz konstrukciju sintetskog traga za nulti razmak izvora i prijamnika, rjeđe se izrađuju sintetski seizmogrami za različite udaljenosti izvora i prijamnika, tj. odmake (“offsete”).